# دونسموير (كاليفورنيا)
دونسموير (بالإنجليزية: Dunsmuir )‏ هي إحدى مدن مقاطعة سيسكييوو، كاليفورنيا. تم إعطاءها لقب مدينة في 7 أغسطس، 1909.

## المناخ
يظهر الجدول التالي التغييرات المناخية على مدار السنة لدونسموير:
| البيانات المناخية لـدونسموير      | البيانات المناخية لـدونسموير | البيانات المناخية لـدونسموير | البيانات المناخية لـدونسموير | البيانات المناخية لـدونسموير | البيانات المناخية لـدونسموير | البيانات المناخية لـدونسموير | البيانات المناخية لـدونسموير | البيانات المناخية لـدونسموير | البيانات المناخية لـدونسموير | البيانات المناخية لـدونسموير | البيانات المناخية لـدونسموير | البيانات المناخية لـدونسموير | البيانات المناخية لـدونسموير |
| الشهر                             | يناير                        | فبراير                       | مارس                         | أبريل                        | مايو                         | يونيو                        | يوليو                        | أغسطس                        | سبتمبر                       | أكتوبر                       | نوفمبر                       | ديسمبر                       | المعدل السنوي                |
| --------------------------------- | ---------------------------- | ---------------------------- | ---------------------------- | ---------------------------- | ---------------------------- | ---------------------------- | ---------------------------- | ---------------------------- | ---------------------------- | ---------------------------- | ---------------------------- | ---------------------------- | ---------------------------- |
| الدرجة القصوى °ف (°م)             | 70 (21)                      | 78 (26)                      | 83 (28)                      | 92 (33)                      | 99 (37)                      | 102 (39)                     | 108 (42)                     | 109 (43)                     | 106 (41)                     | 99 (37)                      | 82 (28)                      | 75 (24)                      | 109 (43)                     |
| متوسط درجة الحرارة الكبرى °ف (°م) | 50 (10)                      | 54 (12)                      | 58 (14)                      | 65 (18)                      | 74 (23)                      | 82 (28)                      | 90 (32)                      | 89 (32)                      | 83 (28)                      | 73 (23)                      | 57 (14)                      | 51 (11)                      | 69 (21)                      |
| متوسط درجة الحرارة الصغرى °ف (°م) | 28 (−2)                      | 29 (−2)                      | 31 (−1)                      | 35 (2)                       | 41 (5)                       | 47 (8)                       | 51 (11)                      | 49 (9)                       | 45 (7)                       | 38 (3)                       | 32 (0)                       | 29 (−2)                      | 38 (3)                       |
| أدنى درجة حرارة °ف (°م)           | 12 (−11)                     | 8 (−13)                      | 19 (−7)                      | 22 (−6)                      | 29 (−2)                      | 34 (1)                       | 39 (4)                       | 41 (5)                       | 31 (−1)                      | 25 (−4)                      | 18 (−8)                      | 4 (−16)                      | 4 (−16)                      |
| الهطول إنش (مم)                   | 11.39 (289)                  | 10.38 (264)                  | 9.50 (241)                   | 4.14 (105)                   | 2.55 (65)                    | 0.99 (25)                    | 0.34 (8.6)                   | 0.36 (9.1)                   | 1.35 (34)                    | 3.22 (82)                    | 7.90 (201)                   | 9.16 (233)                   | 61.28 (1٬557)                |
| متوسط تساقط الثلوج إنش (سم)       | 8.3 (21)                     | 7.2 (18)                     | 4.5 (11)                     | 0.6 (1.5)                    | trace                        | 0 (0)                        | 0 (0)                        | 0 (0)                        | 0 (0)                        | trace                        | 1.8 (4.6)                    | 7.1 (18)                     | 29.6 (75)                    |
| المصدر:                           |                              |                              |                              |                              |                              |                              |                              |                              |                              |                              |                              |                              |                              |

## أعلام
- هارولد مولر
- راي كولمان
- هنري إل. كوربيت
- نيك إيدي